# Taxi au Maroc
Les taxis sont parmi les moyens de transport les plus populaires et les plus répandus au Maroc. Les « Petits Taxis » sont réservés à la ville, et les « Grands Taxis » pour les trajets inter-villes. Il y aurait plus de 50 000 grands taxis dans le pays. Le secteur est géré par le Ministère de l'Intérieur.

## Fonctionnement
Par l’intermédiaire des Wilayas, le ministère de l’Intérieur contrôle étroitement le secteur des taxis.
Exploiter un taxi nécessite un agrément de transport ("Grima"). En théorie, il s'agirait d'un système mis en place pour aider les pauvres. Dans les faits, depuis l'indépendance du Maroc, la liste des bénéficiaires n'a cessé de s'allonger, et est tenue secrète. L'absence de base de données publique rend les recherches difficiles sur le sujet.

## Petits Taxis

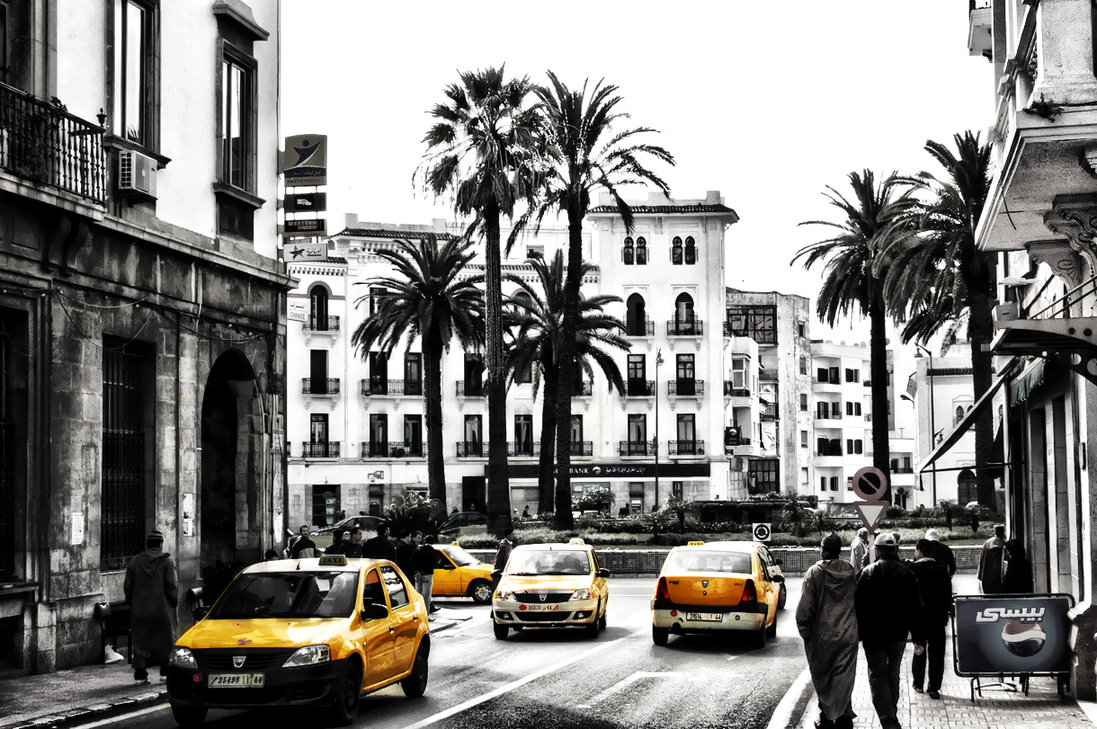
Petits Taxis à Tétouan

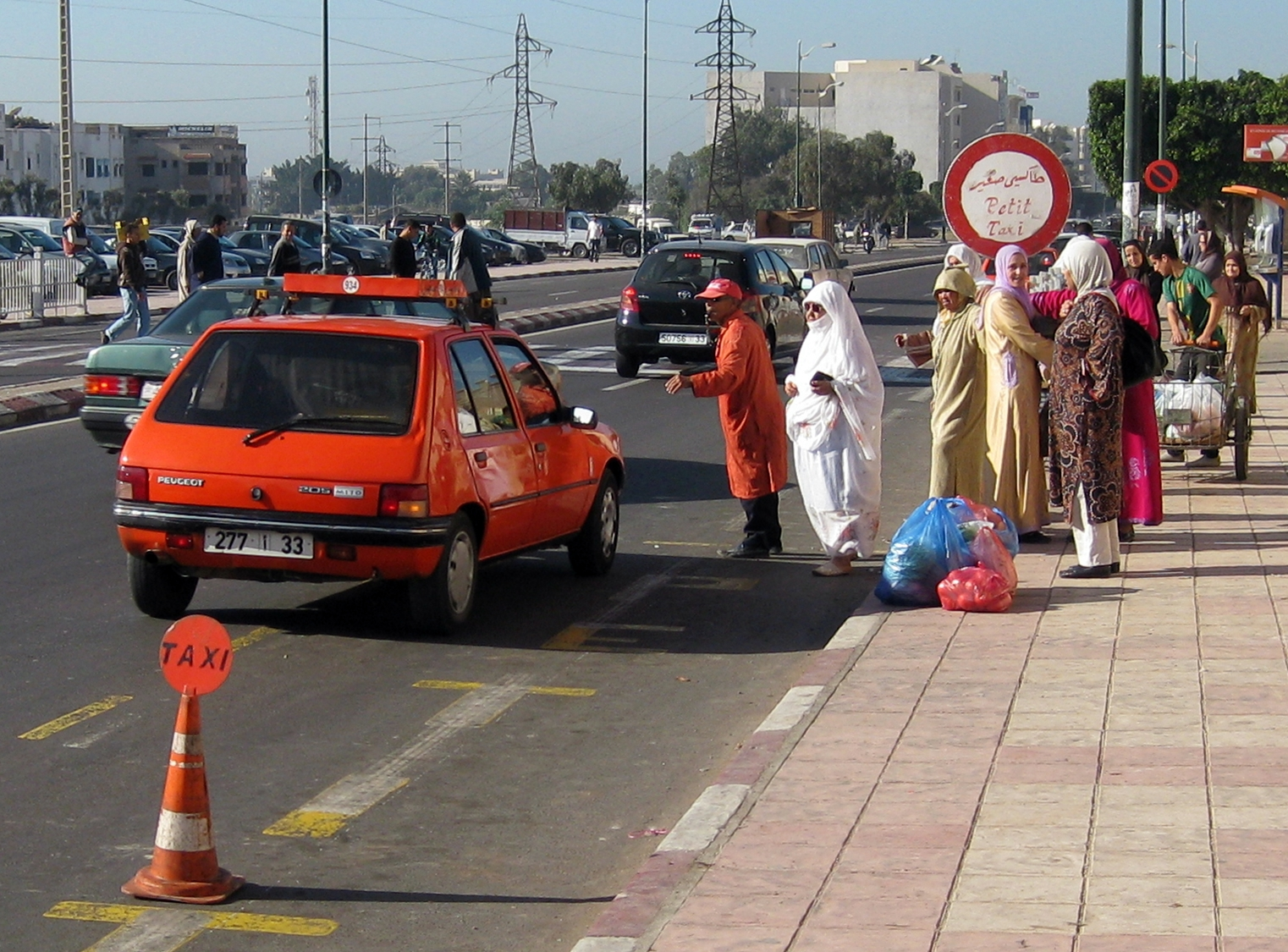
Petit Taxi à Agadir

C'est le nom donné aux taxis urbains. Ils ne peuvent pas quitter la ville et se déplacent à la guise du client en faisant tourner un compteur. Leur capacité maximale est trois personnes. Les petits taxis ont une peinture particulière selon la ville. On retrouve notamment parmi les modèles utilisés : Peugeot 205, Peugeot 206, Peugeot 208, Fiat Uno, Fiat Palio, Dacia Logan et Dacia Sandero. 

### Couleurs des véhicules
- Bleu :oued zem,larache, Al hoceima,Errachidia, Rabat, Chefchaouen, Saidia, Beni Ansar, Selouane, Essaouira[réf. nécessaire]
- Bleu ciel : Tanger (plus une ligne jaune horizontale), Sidi Kacem, Meknès et Taza
- Rouge : Nador, Azilal, Casablanca, El Hajeb, Sabaa Aiyoun, Fès, Oujda, Azemmour, Khouribga, Ksar El Kébir, Tiznit,
- Blanc : Ouarzazate, Khemisset, Taroudant, El Jadida, Safi, Sidi Yahya El Gharb et Souk El Arbaa du Gharb
- Blanc cassé: Kénitra
- Ocre : Marrakech
- Orange : Berkane Agadir
- Jaune : Midelt, Sefrou, Salé, Beni Mellal, Khénifra, Tinghir
- Jaune clair : Tétouan
- Vert : Azrou, Aklim, Ifrane
- Vert clair : Mohammédia, Témara
- Rose:  Kelâa M’gouna

## Grands Taxis

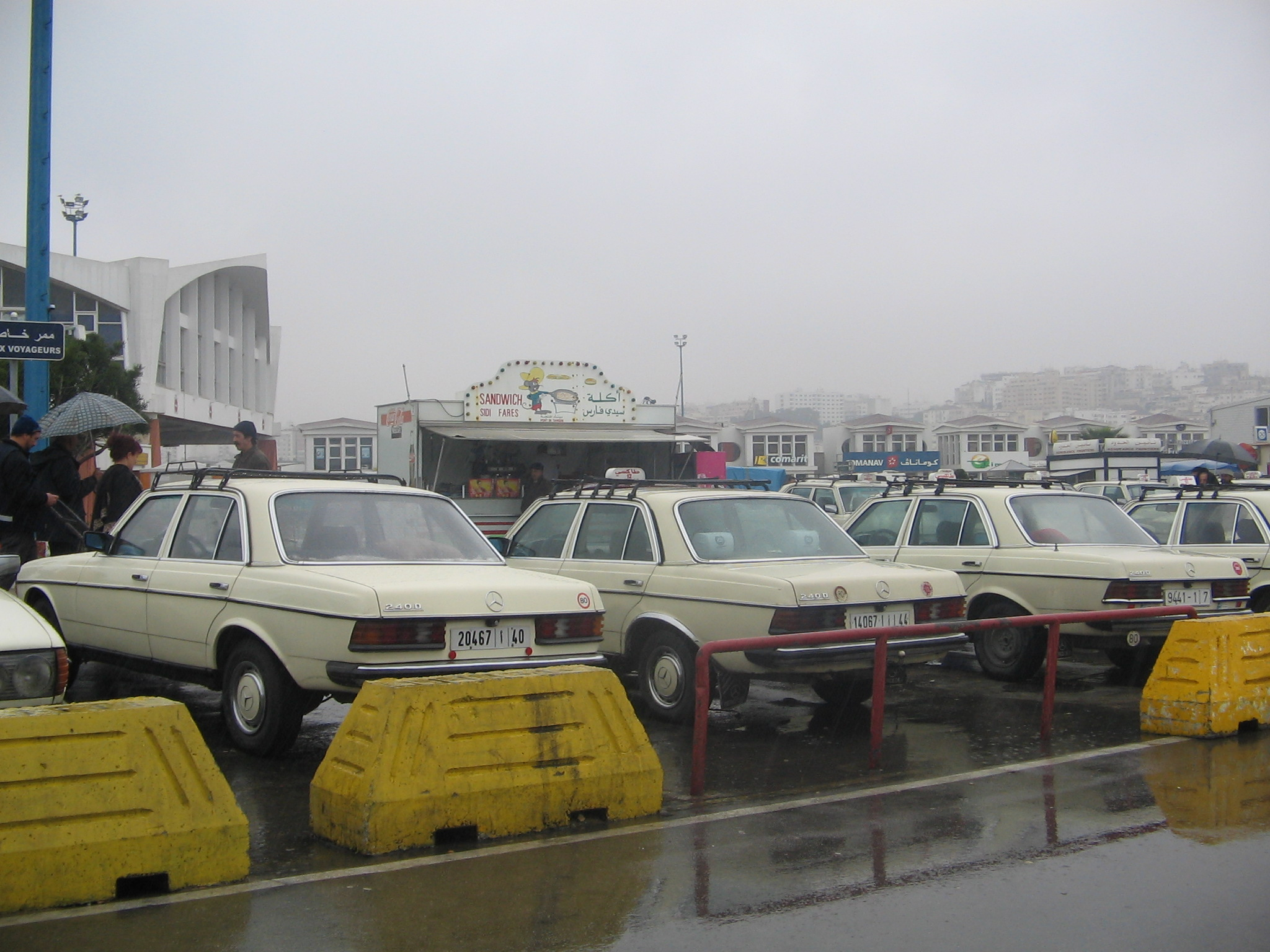
La station des Grands Taxis au port de Tanger

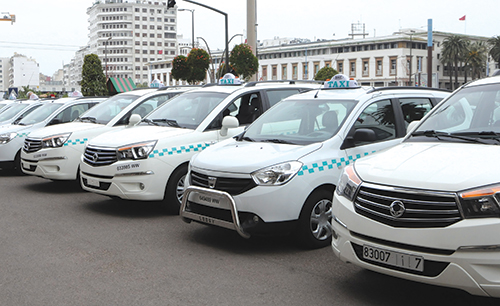
Grands Taxis neufs prêts à l'usage

Ces taxis ont des lignes prédéfinies et peuvent se déplacer en dehors des villes. Leur capacité maximale est sept personnes. Les grands taxis ont une peinture particulière différente à celle des Petits Taxis qui varient selon la ville.
On retrouve notamment parmi les modèles utilisés : Mercedes Type 123, Mercedes Type 124, Mercedes Type 126, Mercede Type 210, Mercedes Type 140, Mercedes-Benz Type 211, Dacia Lodgy, Citroën Berlingo, Hyundai H1, Mercedes-Benz Vito et plus récemment Dacia Jogger.